# Спиро Ампов
Спиро Ампов е български търговец, общественик и революционер, деец на Вътрешната македоно-одринска революционна организация.

## Биография
Спиро Ампов е роден във Виница, тогава в Османската империя. Занимава се с търговия и става виден член на българската община в града и деятел на българската църковна борба.
Присъединява се към ВМОРО, покръстен от Христо Настев и заедно с Георги Иванов и Ангел Винички е сред първите дейци на организацията в града в 1893 година.
Ампов е арестуван при Винишката афера в 1897 година. Три седмици ежедневно е подлаган на побоища, глад и различни зловещи мъчения при разпитите в Кочани. Месец след освобождението му през 1898 година Спиро Ампов умира, тъй като му е раздробен гръдният кош. На погребението му се стича цялото българско население на града.
Племенник на Ампов от единствената му сестра Левтерка е революционерът Димитър Паликрушев.